# 1ドル硬貨 (アメリカ合衆国)
アメリカ合衆国1ドル硬貨（One Dollar Coin）は、アメリカ合衆国で流通する硬貨。シルバー・ダラー（Silver Dollar)、ゴールデン・ダラー（Golden Dollar）とも呼ばれる。 1アメリカ合衆国ドルと同等の価値があり、これまで金・銀、そして銅・スズなどの卑金属で製造されている。最初に発行されたドル硬貨であるシルバー・ダラー硬貨は、1794年に製造され始めた。
現在の1ドル硬貨には銀は含まれておらず、色も黄色をしているので、このシルバー・ダラーという言葉は、現在の硬貨の呼称ではない。しかし、額面価値が1ドルかつアメリカ合衆国で発行され、約39mmの大きめのサイズで白色の金属を用い造られた硬貨（たとえばアイゼンハワーダラー）全てに使用される名称である。ゴールド・ダラーと呼ばれる1ドル金貨も、かつて製造されていた。現在のサカガウィア・ダラー(ネイティブ・アメリカンの1ドル硬貨）および大統領1ドル硬貨は、金を全く含まないものの、その色から通常、｢ゴールデン（金の)｣・ダラーと呼ばれる。
1971年以来、1ドル紙幣に代わる硬貨として様々な試みが行われてきたにもかかわらず、ダラー硬貨は現代における流通硬貨の中ではあまり頻繁に使われていない。カナダの1カナダドル硬貨（ルーニー硬貨）や2カナダドル硬貨（トゥーニー硬貨)、イギリスの50ペンス・1ポンド・2ポンド硬貨、1・2オーストラリアドル硬貨、50ニュー台湾ドル硬貨、日本の百円硬貨・五百円硬貨、欧州連合の1ユーロ・2ユーロ硬貨などは、通常の流通用に製造され、これらの通貨単位は現在、他に同等の価値を持つ紙幣は存在しないかあまり流通しておらず、硬貨のみが一般的に使用されている。アメリカの場合は、1ドルの紙幣と硬貨の両方が流通用に製造されている点で、これらの国々とやや対照的である。

## ダラー硬貨（独立戦争前）
アメリカ独立戦争前、セントラル・アメリカン鉱山（Central American mines）から採掘される銀を使用し、スペインはメキシコで銀のドル硬貨（シルバー・ダラー）を製造していた。これは当時のスペイン・レアル硬貨の8倍の価値があったため、｢ピース・オブ・エイト（piece of eight、8枚分の硬貨の意)」や「8レアル」とも呼ばれた。これらの硬貨は、アメリカで最初に製作され合衆国内で多量に供給された紙の額面、｢大陸紙幣（Continental)」の発行が失敗に終わった後に製造されたものである。コンティネンタルの失敗は政治家と大衆全体の双方に、紙幣への不信感をもたらした。トマス・ジェファーソンの手紙の中にも、紙の額面を控え、代わりにそれと同等の価値がある硬貨を製造すると書かれたものがある。

## 初期ダラー硬貨（1794年〜1803年、1804年）
アメリカ合衆国造幣局は、1794年から1803年までシルバー・ダラー硬貨を製造し、それから1836年まで通常の銀貨の製造を中止した。正確には1758枚あった最初のシルバー・ダラー硬貨は1794年10月15日に製造され、その後すぐに造幣局長のデイヴィッド・リッテンハウスに引き渡されて、社会的に高位な立場にある人々へ土産品として配布された。この期間のシルバー・ダラー硬貨は、収集家達の間では高く珍重され、非常に価値が高い。特に1804年に製造されたものは世界で最も稀少かつ著名な硬貨の一つである。この硬貨は、実際には1804年に製造されたものの、額面では1803年と刻まれている。当時は、古くなった状態のいい刻印を再利用することがあった。｢実際の」1804年のシルバー・ダラー硬貨（製造年が「1804年」と刻まれているもの）は、1834年に製造された。これはアメリカ合衆国国務省が、貿易を有利にするためアジアの支配者へ、贈物として合衆国の硬貨セットの製造を決定したために造られた硬貨である。シルバー・ダラー硬貨は1804年まで製造が続けられていたことから、この時これら硬貨セットは「1834年」ではなく1804年の製造年が打たれた。この1804年と刻まれた硬貨は15枚が現存しており、1999年にはこのうちの1枚がオークションにて400万ドル以上で落札されている。

## シーテッド・リバティ・ダラー（1840年〜1873年）
盾を持ち座っている女神リバティが表側に、裏側にハクトウワシが描かれた硬貨。クリスチャン・ゴブレヒトによるデザイン。90パーセントの銀と10パーセントの銅の合金で製造されている。

## ゴールド・ダラー硬貨（1849年〜1889年）
90パーセントが純金で構成されている硬貨。表側に女神の横顔、裏側に花冠と製造年が書かれている。1854年までは女神リバティを描いたリバティ・ヘッドと呼ばれるデザインだったが、それ以降はインディアン・ヘッドと呼ばれる女性のデザインが表側に描かれるようになった。このインディアン・ヘッドはサイズの小さなものと大きなものが存在する。

## トレード・ダラー（1873年〜1885年）

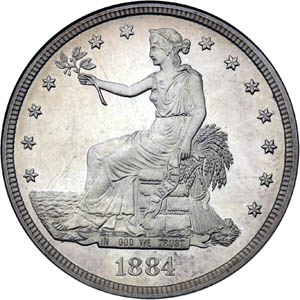
トレード・ダラー硬貨、1884年

アジア諸国との交易に用いられた硬貨。ウィリアム・バーバーによりデザインされ、表側にはオリーブの枝を持つリバティの全身像が、裏側にはオリーブの枝と弓矢を掴むハクトウワシが描かれている。
19世紀において当時アジア諸国で最も幅を利かせていた大型銀貨はメキシコ8レアル銀貨であった。このようなメキシコ銀貨に対する優位性、すなわちアメリカの1ドル銀貨はメキシコ銀貨に対しプレミアムを上乗せせねばならず、これを解消するために、量目を従来の412.5グレーン(26.73g)から420グレーン(27.22g)に引き上げた。

## モーガン・ダラー（1878年〜1904年、1921年）

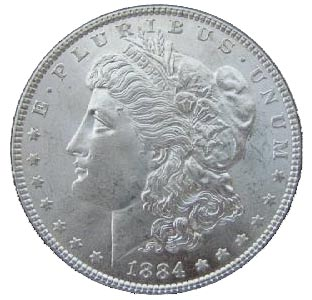
モーガン・ダラー硬貨、1884年

モーガン・ダラーは1878年より、1905年から1920年の期間を除き、1921年まで製造された。｢1921年」の製造年が刻まれた硬貨が最も一般的であるが、一般に出回っていない希少な製造年やミントマークが入った、未使用の見本硬貨を扱う取引も多く存在する。このモーガン・ダラー硬貨は収集家の間で、リンカーン・セントに次ぐ人気がある。その大きなサイズやデザイン、そして造られたほとんどの年の硬貨がそれほど高額で取引されていないことで、高い人気を呼んでいる。また、硬貨の名称はデザインを担当したイギリスの彫刻家、ジョージ・T・モーガンに因んでつけられた。この硬貨には「VAM」と呼ばれる、特定の種類の硬貨があり、それを中心に集めている収集家もいる。このVAMのトップ100に位置づけられている種類は、収集の価値が特に高いものである。
製造された場所を表すミントマークは、裏側の花冠の下と「DOLLAR」の「O」の文字との間に刻まれている。
モーガン・ダラー硬貨の「王」とまで言われている硬貨は、ミントマークの無い（フィラデルフィア造幣局で打ち出された）1895年のプルーフ硬貨で、1万ドルまたはそれ以上の価格帯で売買される。その硬貨の希少性は最初はっきりと理解されておらず、またプレミアもそれほどついていなかったことから、実際に支払に使われていたものや傷のあるものが見られる。初期に製造されたモーガン・ダラー硬貨のほとんどは、「CC」のミントマークがついているカーソンシティ造幣所で造られたものであり、プレミアが付いている。ほかに希少な年の硬貨は「1892-S」｢1893」｢1893-O」｢1893-S」｢1894」｢1894-S」｢1895-O」｢1895-S」｢1902-S」｢1903-S」｢1903-O」｢1904-S」で、使用済みでも状態の良いものであれば100ドル以上の価値が付いている。未使用の硬貨の多くは100ドルを超える価値があるが、珍しい製造年では無いものなど、超えないものもまた多くある。未使用でも一般的な製造年であれば通例20ドル前後の値が付くだけで、使用済みが8ドル・未使用が12ドルなどそれよりも安い値が付く硬貨も少なくない。
また硬貨に等級をつける団体などから高い評価をうけているモーガン・ダラー硬貨は、価格が変動しやすいなどの理由から「インベスター（出資者)」向け硬貨として考えられている。
「ベリー・ボタン（Belly button、ヘソの意)」ダラーと呼ばれるエラー硬貨も、シルバー・ダラー硬貨の種類の一つである。これは硬貨を打つ金型の欠陥によって、本来裏側のワシの絵に描かれている腹部に窪みが入ってヘソに見えることから名づけられた。

## ピース・ダラー（1921年〜1928年、1934年〜1935年）

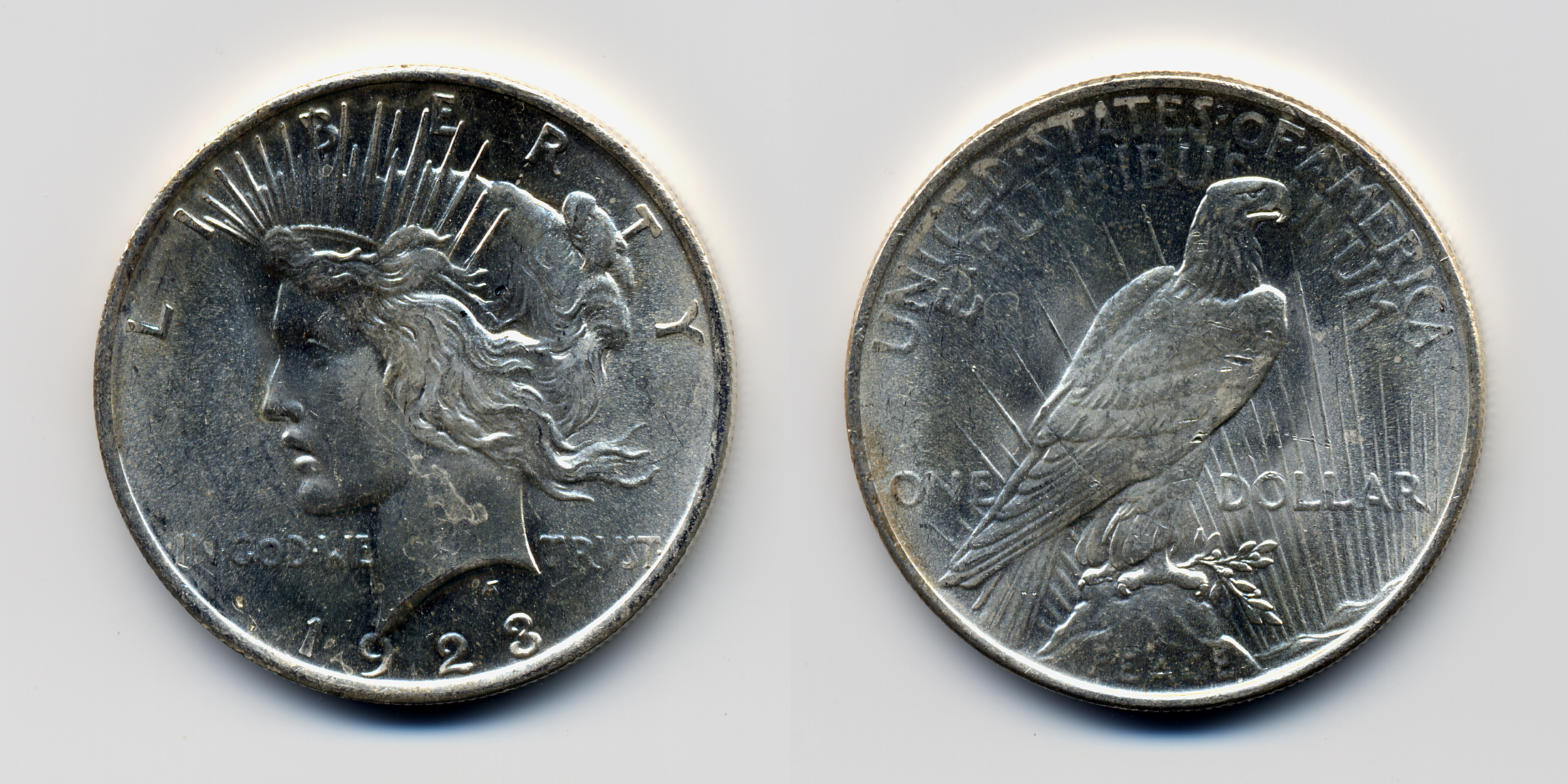
ピース・ダラー硬貨、1923年

1921年12月に導入されたこのピース・ダラー硬貨は、メダル意匠家のアンソニー・デ・フランシシ（Anthony de Francisci）によりデザインされた。この硬貨は、アメリカ合衆国とドイツ・オーストリア側の間で形式的な平和条約が調印され、第一次世界大戦におけるこれら2つの国との交戦状態が公式に終結したことを記念して、一般に広められたものである。1922年、造幣局はシルバー・ダラー硬貨の製造を最優先事項とし、他の単位の硬貨の製造を制限した。しかし1928年より後は一時的に製造を中止した。元の計画では製造中止を1年延長することが掲げられていたようであるが、結局1929年に起こった世界恐慌により製造中止期間が更に延長された。硬貨の製造はその後1934年に再開されたものの、僅か2年で製造が終了している。
1965年、少量のピース・ダラー硬貨が1964年の刻印でデンバーの造幣局において製造された。しかし、製造を完了させる計画は頓挫し、製造の準備段階にあった硬貨は溶かされて、流通用にもコレクター用にも発行されず保存されたものも確認されていない。ただ、もし溶かされた後再び製造された硬貨が存在するならば、それらを所持することは違法とされ没収の対象となる。また、硬貨にデンバーで製造されたことを表す「D」のミントマークが入っているかどうかも定かではない。

## 財務省発行硬貨への移行
硬貨の大きさや需要のために、1ドル硬貨が使用可能なテーブルゲームやスロットマシンを楽しめるカジノを除いて、1ドル硬貨の流通は最小限に抑えられた（特に西海岸では一般的だった)。それに応じて、アメリカ合衆国財務省は多くの硬貨を貯蔵し続け、調整をはかった。銀の価格が上昇した際、人々は当時国内に存在した銀兌換紙幣の銀証券（ブルーシールの兌換銀券Silver Certificate）の多くを、モーガン・ダラー硬貨やピース・ダラー硬貨と交換した。このため特定年の硬貨の数が減少するなどしたことから、財務省はただちに制限をかけ、1967年までには兌換銀券と銀貨の交換を廃止した。
これに続いて、財務省は貯蔵していたシルバーダラー硬貨の棚卸を開始し、その当時プレミアがつけられていたカーソンシティ造幣局製造のモーガン・ダラー硬貨が大量に保管されていたことを発見する。1973年、財務省はそれら貴重な硬貨を個人に売るなどし、また人々を招いてオークションにかけたところ、成功を収める結果となった。幾年にも渡り、多くの硬貨は等級付けや他の目的で、個人収集家などに分配されている。

## アイゼンハワー・ダラー（1971年〜1978年）
1971年から1978年にかけ、アメリカ合衆国造幣局は表側にドワイト・D・アイゼンハワー大統領の肖像を、裏側にアポロ11号の月面着陸を描いた新デザインの1ドル硬貨を製造した。硬貨の両側は造幣局の主任彫刻家、フランク・ガスパッロによりデザインされたものである。1975年から1976年まで製造された1976年の200周年記念硬貨には、裏側に自由の鐘と月の絵が描かれた。これはデニス・R・ウィリアムズによるデザインで、この際表側のアイゼンハワーの肖像のデザインは続投して起用された。このアイゼンハワー・ダラーの通常貨には銀は含まれておらず、他のダイム・クォーター・ハーフ・ダラー硬貨と同じ、銅とニッケルの合金が用いられているが、記念のミントセットには銀貨仕様のものも製造された。通常貨は、この金属構成により、硬貨は摩耗に対してより強くなり、他の小さな通貨単位の硬貨と同じく、何度使用されてもその光沢を保っている。
主にその大きなサイズや持ち運びに不便な重量（直径38.1mm、重さ20g)、更にはほとんどの自動販売機に使用できなかった事実があったため、このアイゼンハワー・ダラーは一般に多く出回ることがなかった。しかし、カジノでは最も多く使用され、未だにアメリカのカジノで使用される1ドルの代用貨幣（トークン）は、このアイゼンハワー・ダラー硬貨とサイズや重さがほぼ同じである。硬貨が法定貨幣のまま廃止されるに先立ち、多くのカジノでは独自のトークン硬貨を製造せず、このアイゼンハワー・ダラー硬貨をそのまま使用した。

## アンソニー・ダラー（1979年〜1981年、1999年）

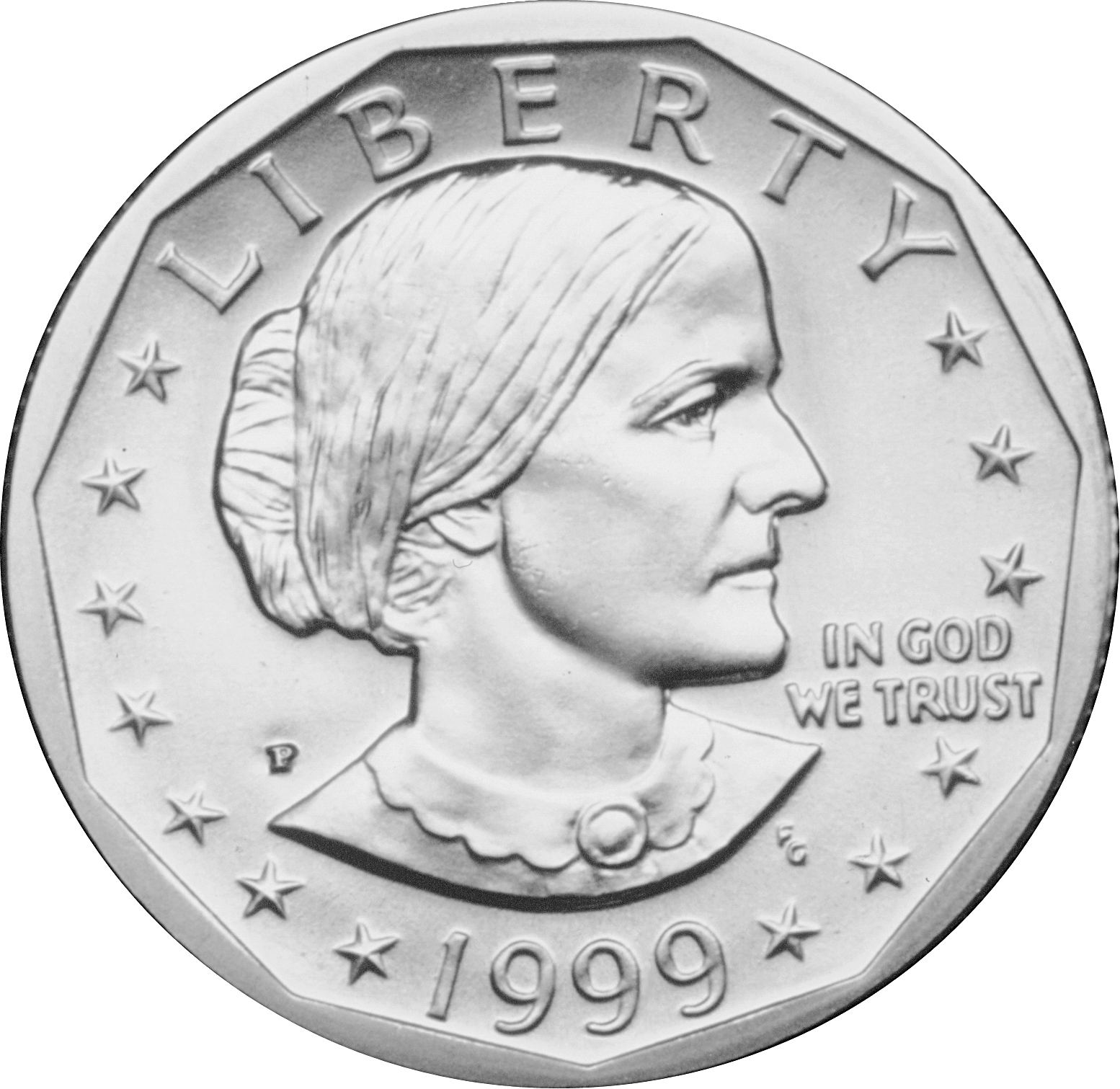
アンソニー・ダラー硬貨、1999年

1979年から1981年の短期間、造幣局はアンソニー・ダラー硬貨を製造した。この硬貨の表側にはアメリカ合衆国における女性参政権獲得のために活動したスーザン・B・アンソニーが描かれているが、これは流通するアメリカの貨幣に描かれた最初の実在女性である（それまで流通した硬貨にも女性の肖像が描かれたことはあったが、これらは主に象徴的な女神のリバティである。1893年の世界コロンビア博覧会の際に、クリストファー・コロンブスと共にスペインの女王イサベルの肖像が描かれたハーフ・ダラー記念硬貨が造られたが、これは通常の流通用に製造されたものではない。アンソニー・ダラー硬貨はアイゼンハワー・ダラー硬貨と同じく、銅とニッケルの合金で造られている。1981年の硬貨は収集家向けにのみ製造されたプルーフ貨幣だが、所有者が何らかの理由で支払いに使ったのか、流通硬貨の中から発見されることもある。
このスーザン・B・アンソニーのダラー硬貨は時々、「カーター・クォーター」と呼ばれた。これはジミー・カーター大統領の在任期間中に硬貨の価値が低下したことや、アンソニー・ダラー硬貨が25セント硬貨と見た目が似ており、時に間違って多めに払ってしまうことがあるため言及された皮肉である。硬貨はわずか2年で次のデザインへと移行されたが、造幣局が貯蔵している1ドル硬貨の量が少なくなってきた1999年に再び製造された。硬貨の保管枚数は当初多かったものの、その後に自動販売機や多くの輸送システム・郵便局において需要が高まったため、量が減った事実がある。
5セント硬貨は「ニッケル」、10セント硬貨は「ダイム」と、額面価値よりも通称で呼ばれることの多いアメリカの硬貨だが、このアンソニー・ダラー硬貨も通例多くの州で「スージー（アンソニーのファーストネーム「スーザン」の愛称）」と呼ばれている。

## アメリカン・シルバー・イーグル（1986年〜）

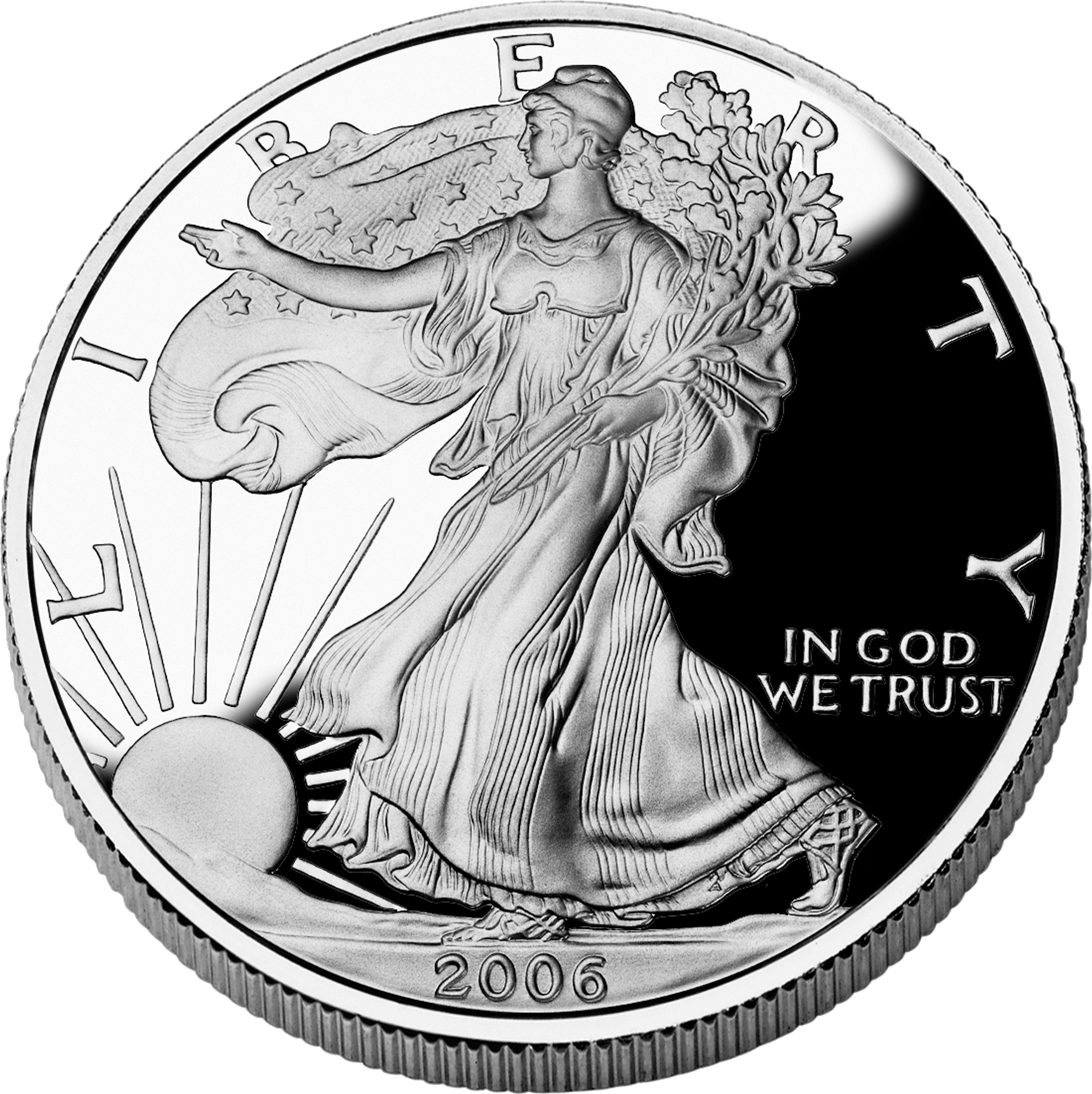
アメリカン・シルバー・イーグル硬貨

アメリカン・シルバー・イーグル硬貨は、額面1ドルの法定貨幣ではあるが、流通を目的とした硬貨ではなく、地金型銀貨である。このため硬貨に含まれている純銀の量は額面価値である1ドルを超えており、銀の相場により取引価格も変動している。

## サカガウィア・ダラー（2000年〜現在）
アンソニー・ダラー硬貨は、最後に製造された1981年を境に造幣局の在庫から棚卸され続け、その内貯蔵している枚数全てが流通することになると予想されたため、1997年に議会によってサカガウィア・ダラー硬貨の製造が認可された。このサカガウィア・ダラー硬貨の製造の遅れが、1999年に再びアンソニー・ダラー硬貨を製造することへ繋がった。1997年の合衆国1ドル硬貨法の議会審問にいた、国内通貨から1セント硬貨と1ドル紙幣の排除を支援する団体「コイン・コアリション（Coin Coalition）」の代表も予測していたが、サカガウィア・ダラー硬貨は広く流通した。硬貨は商業全般としてはあまり頻繁に使用されなかったものの、他の分野では代用貨幣などとして使われ、アメリカ合衆国郵便公社が発行する多くの切手の自動販売機ではお釣りに用いられた。こうして、比較的小規模ではあるものの、サカガウィア・ダラーは相当数の需要を引き起すことになったのである。

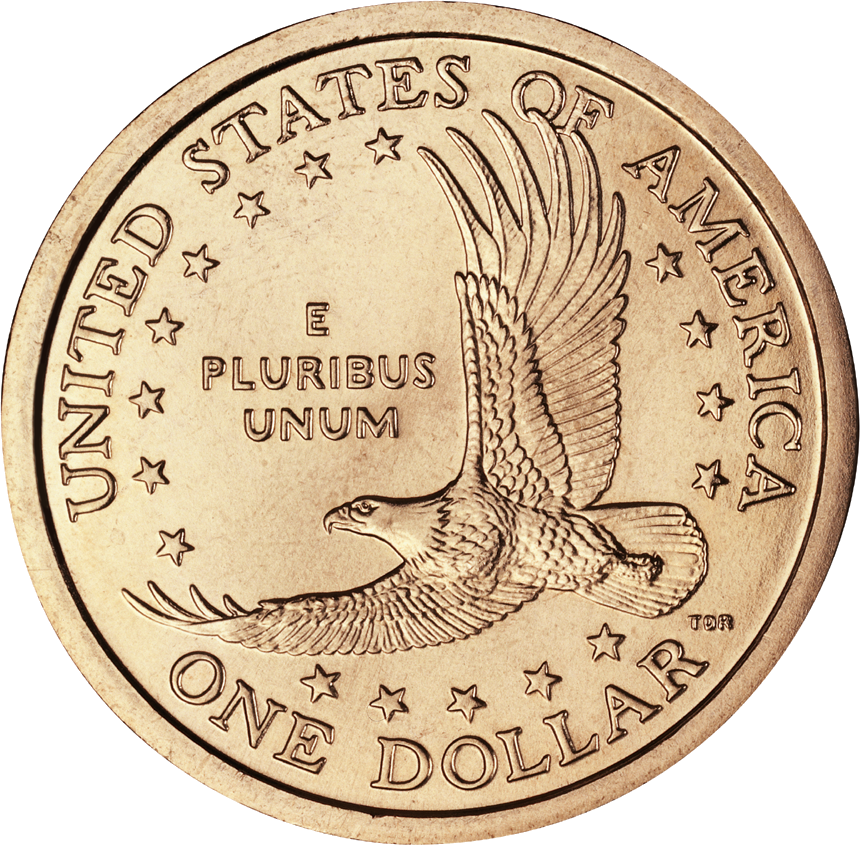
サカガウィア・ダラー硬貨、2003年

硬貨の表側は芸術家のグレナ・グッドエーカーによりデザインされ、描かれているサカガウィアの肖像のモデルにはショショーニ族の女性、ランディ・ヒドウ・テトン（Randy'L He-dow Teton）が選ばれた。
サカガウィア・ダラー硬貨はおよそ10億枚が流通しており、約2億5千万枚以上が貯蔵されている。しかし、アメリカ合衆国造幣局は貯蔵枚数が十分な量に達したことから、2001年の硬貨が製造されて以降、この硬貨の製造を大幅に縮小している。2006年の時点で、このダラー硬貨は収集家へ向け依然として製造され続けており、数十枚の未使用硬貨を巻いた束、貨幣セット、プルーフ硬貨セット等が入手できるが、2001年以来一般の流通用には販売されていない。
造幣局はサカガウィア・ダラー硬貨を、アンソニー・ダラー硬貨と同じ大きさ・重量・電磁学的特性にして製造することに重点を置いているが、その金色の特徴だけがアンソニー・ダラーと異なっている。運悪くも、カナダの1ドル硬貨とは違い、選択した合金に激しく変色する傾向があることから、流通する中でその金色の光沢が無くなってしまう性質がある。
2006年時点で、アメリカ合衆国内のチケットの自動販売機や代用貨幣（トークン）、上位の通貨単位を要する交通機関のカード、スロットマシンが置かれているカジノなどでは、1ドル硬貨が多く使われているが、それ以外ではあまり出くわすことがない。また、合衆国郵便公社発行の切手の自動販売機等でも、釣り銭として用いられている。しかし、アメリカの通貨が正式な通貨として使用されているエクアドルでは、このサカガウィア・ダラーが人気となった。

## 大統領1ドル硬貨（2007年〜現在）

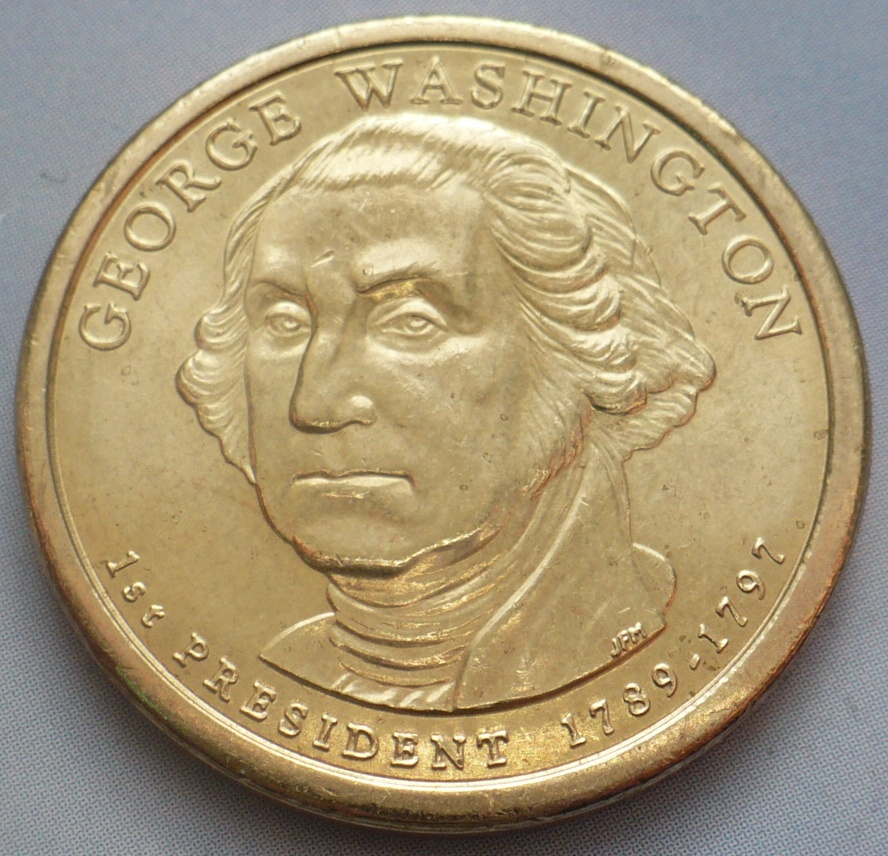
最初の大統領記念硬貨を飾ったジョージ・ワシントン初代大統領。

2005年12月、議会は歴代のアメリカ合衆国大統領を称える、新たな1ドル硬貨のシリーズを製造する決定を下した。2007年を皮切りに、新しいデザインの1ドル硬貨が毎年4枚発行され、その任期順にアメリカ大統領の肖像が描かれる。グロバー・クリーブランド大統領は22代と24代の2期を間隔を置いて務めていることから、2種類別個に製造された。このアメリカ合衆国大統領1ドル硬貨法は、アメリカ50州記念25セント硬貨に見られるように、人々に硬貨への関心を継続して持ってもらう意図がある。製造される1ドル硬貨の少なくとも3分の1はサカガウィア・ダラー硬貨であるものの、残りの3分の2は例年造られる4枚の大統領1ドル硬貨が占める。ところが、連邦法（合衆国法典第31編5112条）下では、存命の大統領および死後2年以内の大統領を描いた硬貨は、製造が許されていない。この1ドル硬貨計画は、ロナルド・レーガン大統領が硬貨に描かれた2016年まで継続され、一旦停止されたが、2020年にジョージ・H・W・ブッシュ大統領の硬貨が発行された。

これら大統領記念硬貨は、サカガウィア・ダラー硬貨と大きさや色が同じであるが、決まって描かれていた刻印が表側に彫られていない。「In God We Trust」と「E Pluribus Unum」のモットー、製造された年号、製造された場所を表すミントマークは硬貨の縁に彫刻されている。また、保守的な評論家達により、縁に刻まれるこうしたモットーが、デザインの価値を下げるものになっているという批判があった。最初の大統領硬貨となる、ジョージ・ワシントンの肖像が描かれた1ドル硬貨は、2007年2月25日に発行された。
このシリーズの硬貨でよく起こるエラーは、縁の文字が欠落しているものである。これらは文字がない代わりに、平らになっている。こうして欠落した文字には「In God We Trust」のモットーが含まれており、「God（神）」の文字がないことからメディアより「Godless（神の無い）」コインという肩書を付けられている。また、一度大きく報じられたこともあったが、縁の文字が逆さまに打たれているのはエラー硬貨ではない。硬貨の製造と同時に縁の文字が刻まれるわけではないため、双方向に文字が刻まれるのはごく自然なことである。

## 参考
1. ↑  『日本の貨幣 −収集の手引き−』　日本貨幣商協同組合、1998年
2. ↑  “George H.W. Bush Presidential $1 Coins in Rolls, Bags and Boxes”. CoinNews.net. (2020年12月4日)

以下は、翻訳元の英語版（w:en:Dollar (United States coin)）からの出典項目である。

### 書籍・記事
- 『Comprehensive Catalog and Encyclopedia of Morgan and Peace Dollars』　ISBN 0-9660168-2-3
- 『Financial Impact of Issuing the New $1 Coin』（pdfファイル）　GAO/GGD-00-111R　2000年4月7日
- 『New coin unlikely change?』　スティーブ・クランフォード　シャーロット・ビジネス・ジャーナル　2000年7月21日

### ウェブ情報源
- ミュレー・ロースバード　『A History of Banking in the United States』
- Exhibition: Legendary Coins & Currency
- アメリカ合衆国造幣局公式ウェブサイトより
- http://money.cnn.com/2005/04/27/pf/new_dollar/
- https://web.archive.org/web/20061122074430/http://money.cnn.com/2006/11/20/news/dollar_coin.reut/index.htm
- http://www.worldnetdaily.com/news/article.asp?ARTICLE_ID=53115
- http://www.snopes.com/politics/religion/dollarcoin.asp
- A current estimate is 80,000, from a mintage of 300,000,000 coins. Washington Dollar Update. 2007年4月7日検索